# Château de Lalaubie
Le château de Lalaubie est situé dans la commune de Saint-Simon, département du Cantal (France).
Le site est classé depuis 1943 et l'édifice et ses abords ont fait l’objet d’une inscription au titre des monuments historiques depuis 1992.

## Description
Le père Joseph-Christofle du Fayet de La Tour, docteur en Sorbonne, curé de Saint-Simon de 1756 à 1773, mentionne “le château de Lalaubie qui est une maison bâtie à lʼantique avec deux tourelles rondes couvertes dʼardoises."
Le château de Lalaubie est un bâtiment long de six travées et de deux étages carrés surmontés dʼun comble couvert de lauzes avec deux rangs de lucarnes. Il est flanqué au milieu de la façade sud dʼune tour ronde à demi hors oeuvres abritant un escalier à vis en pierre, et à lʼangle arrière ouest dʼune tourelle ronde avec des plafonds voutés.
Le logis principal a été construit avant 1681 pour sa partie ouest selon la date du cadran solaire sur la façade, et sous la Régence pour sa partie est selon la date 1722 sur la façade. Il est prolongé à lʼest par lʼaile de la chapelle, au-dessous de laquelle se trouvent les cuisines.
Le linteau en accolade de la porte dʼentrée de la tour escalier et les ouvertures de défense (archères, bouches à feu) indiquent une construction antérieure à celle du logis principal, peut-être la fin du XVIe siècle ou le début du XVIIe siècle. Au-dessus de la porte dʼentrée se trouvent sculptées les armes des Delolm, couronnées d'un chapeau d'abbé, dans un cartouche du milieu du XVIIIe siècle daté de MDLM.
La partie la plus ancienne est lʼaile ouest, un logis rectangulaire comportant une pièce voutée et deux tours rondes placées dans les angles opposés, forme typique des maisons fortes construites à la fin du XVIe siècle, comme La Cavade à Polminhac. La permission de bâtir une chapelle a été accordée en 1730 par Joachim-Joseph d'Estaing, évêque de Saint-Flour. La notice des Monuments historiques indique que les boiseries de la chapelle datent du XVIIIe siècle mais réutilisent des éléments de décor du XVIIe siècle. La salle-à-manger avec une cheminée et un plafond néo-renaissance ont été réalisés à la toute fin du XIXe siècle par Gabriel de Lamargé, ainsi que les écuries qui sont très vastes.
Le portail et ses piles datent du XVIIIe siècle, mais les jardins ont été aménagés vers 1840-1850 avec cour, allées, terrasse et platanes. Deux chapiteaux romans qui couronnent les piles d'un portillon sont supposées provenir de l'ancienne église abbatiale d'Aurillac, mais plus vraisemblablement du cloitre de l'Église Saint-Sigismond de Saint-Simon qui a été démoli.

## Historique
Lalaubie est située dans la vallée de la Jordanne qui faisait partie des possessions que Géraud d'Aurillac a données à l'abbaye d'Aurillac, et au bord du village de Belliac qui est considéré comme le lieu de naissance de Gerbert d'Aurillac.

### Familles Moysset et de Merle 1310-1397
Le premier possesseur connu de la terre de la Laubie est Raymond Moysset, viguier de la Jordanne pour lʼabbaye, qui habitait au Château de La Moissétie. En 1310, il achète Lalaubie pour doter sa soeur Isabeau, mariée à Aymar de Merle, damoiseau, fils de Foulques, seigneur de Merle à Saint-Constant, qui a laissé son nom aux Tours de Merle, lesquelles rendaient aussi hommage à lʼépoque à lʼabbé dʼAurillac.
Leur fils, Foulques II, dit Fulcon de Merle vend La Laubie en 1397 à Géraud III de Pouzols qui avait fait construire le château de Carbonat.

### Familles de Pouzols et de Séguy  1397-1592
Géraud III de Pouzols, coseigneur de Tournemire, seigneur de Carbonat, bourgeois d'Aurillac, anobli en 1371, a pour fils Antoine de Pouzols, seigneur de Fabrègues, lieutenant au bailliage des Montagnes dʼAuvergne, marié en 1486 à Anne de Dienne, qui vend avec pacte de rachat en 1520 Lalaubie à Géraud Aymar dit Marquès, seigneur de Lesmaries en Rouergue, dont le fils Perceval Marquès, seigneur de Lesmaries, épouse sa fille Catherine de Pouzols.
On trouve ensuite Raimond de Séguy, petit-fils de Géraud Aymar de Séguy dit Marquès, seigneur de Lesmaries, qui vend en 1592 la terre de Lalaubie sous pacte de rachat à Michel Delolm, bourgeois dʼAurillac.

### Familles Delolm 1592-1898
Géraud Delolm (1666-1759), chanoine de Saint-Géraud, et son frère cadet Louis Delolm (1668-1743), sieur de La Laubie, lieutenant civil et criminel en lʼélection dʼAurillac, ont fait construire ou agrandir le corps de logis de six travées sous la Régence (date 1721), puis la chapelle (date 1732). Ce dernier a laissé un livre d'heures où il relate ses activités agricoles.
Louis-Henri Delolm (1756-1829), né le 8 décembre 1756 à Aurillac, a bénéficié dʼune des bourses crées par le fondateur du Collège Fortet, pour faire ses études à Paris au Collège de Louis-le-Grand. Il fait ensuite ses études de médecine à la faculté de Montpellier, reçu docteur en 1785. De retour à Aurillac, il est membre de la Société populaire des Amis de la Constitution, et publie un Discours sur la Religion naturelle dans lequel il conteste la révélation qui fonde le christianisme, ce qui permet de penser quʼil prit ardemment le parti de la Révolution. Sa soeur Cécile Delolm était mariée au conventionnel Jean-Baptiste Lacoste (1753-1821). Quelques années avant de mourir, le 3 novembre 1828, il publiera une rétractation de ce texte. Sous lʼEmpire, on le trouve engagé dans le parti royaliste, ce qui lui vaut dʼêtre anobli en 1816 par Louis XVIII et de s'appeler Delolm de Lalaubie. De 1815 jusquʼà sa mort en 1829, il a été maire dʼAurillac qui lui a dédié une rue. Il a épousé en 1808 à Vic-sur-Cère Émilie de Métivier de Vals fille de Géraud de Métivier, seigneur du château de Val et de Marguerite de Peyrat de Vellian. Lalaubie passe à son fils aîné Ludovic (1809-1875), avocat à Aurillac, puis à ses descendants.
Henri Delolm de Lalaubie (1818-1870), fils cadet du précédent, aussi avocat, membre de la Société cantalienne, est un des rédacteurs du Dictionnaire statistique et historique du Cantal, marié en 1849 à la chapelle du Château de Broussette avec Louise Delzons qui lui donne quatre enfants dont descendent les actuels Delolm de Lalaubie.
Paul Delolm de Lalaubie (1836-1906) était éleveur des chevaux de courses qu'il entraînait sur une piste établie dans les prés de la vallée, commissaire des courses, auteur de plusieurs articles sur les courses et l'élevage.
Gabriel et Louis Delolm de Lalaubie vendent Lalaubie le 3 mai 1898 pour la somme de 130 000 francs à Gabriel Salvage de Lamargé, âgé de vingt-trois ans, qui y demeure en 1906.

### Familles Salvaige de Lamargé 1898-1928
Gabriel Salvage de Lamargé (1867-1945), originaire du château de Lamargé à Fontanges, est un félibre ami dʼArsène Vermenouze (1850-1910) et du Duc de La Salle de Rochemaure (1856-1915). Il crée en 1921 la Société hippique de Lalaubie pour élever des chevaux de courses, et dote le prix de Lalaubie toujours couru sur les hippodrome d'Aurillac, de Chantilly et de Castéra-Verdusan. Il vend Lalaubie en 1928 pour 380 000 Francs à la société anonyme de la Jordanne appartenant à Justin Gautier.

### Familles Gautier et Troussel 1928
Justin Gautier (1878-1956) directeur de banque, administrateur de sociétés, maire de Chaville, est né au manoir de Prat-Niau à Lascelle, dans la maison de la famille de sa mère Mélanie Candèze, parente des Delolm de Lalaubie et descendante du Géraud de Pouzols qui était propriétaire de Lalaubie en 1397. Son oncle Augustin Gautier (1831-1891), reçu 3e à polytechnique, lieutenant-colonel dʼartillerie à cheval de la Garde impériale, inventeur d'un télémètre appelé le "tire-cot", l'avait fait légataire du château de Vayrières à Naucelles où il est mort sans héritier. Il a eu deux enfants, François Gautier, docteur en droit, et Odile Gautier mariée à Maurice Troussel, industriel. La Société de la Jordanne a été reprise successivement par deux de leurs fils, Yves Troussel marié à Pascale Wirth, fille de Pierre Wirth, président de la Société de la Haute-Auvergne, puis Xavier Troussel, marié à Élisabeth Maitrier, propriétaire du château de Messac.

## Le domaine
Lalaubie possède un domaine foncier d'environ cent hectares de prairies et de bois, une montagne avec un buron sur le plateau du Coyan et un troupeau de vaches de Salers dont le lait est transformé en fromage de Cantal qui a déjà obtenu une médaille d'or du Ministère de l'Agriculture. On sait par le livre de raison de Louis Delolm (1668-1743) qu'en 1741, la ferme de Lalaubie produisait 50 quintaux 82 de fromage à 20 livres, rapportant 1 016 livres 8 sols, 154 livres de beurre à 30 livres le quintal, soit 46 livres 4 sols, et 346 setiers de grains à 5 livres, soit 1 730 livres. Balance du bétail vendu et acheté 224 livres, soit un produit annuel total de 3 161 livres et 12 sols.
Au XVIIIe siècle la famille Fonrouge a donné une dynastie de fermiers : Jean Fonrouge (1706-1778) marié en 1741 à Anne Dubois, Blaise Fonrouge (1742-?) marié en 1761 à Anne Cassan, Raymond Fonrouge (1764-1812) marié à Jeanne-Marie Volpihac.
Lalaubie a été un lieu d'élevage de chevaux de courses montés par les propriétaires dès 1836.

## Protections
Le château de Lalaubie est un site classé depuis le 23 mai 1943.
L'édifice et ses abords ont fait l’objet d’une inscription au titre des monuments historiques depuis le 7 décembre 1992. Éléments protégés : le château avec les pièces suivantes et leur décor; au rez-de-chaussée, cuisine, office, salle à manger, grand salon vert, petit salon de Jeanne d'Arc. Au premier étage, chambre Louis XV, chambre Directoire, chambre à cheminée à étoile, chapelle. Jardin avec ses terrasses et sa grille d'entrée.

## Visites
Le château ne se visite pas.